# Etnična identiteta
Etnična identiteta je temeljna skupinska identiteta različnih kultur oziroma družb. Ljudem je pripisana skupna identifikacija in pomeni skupinski vidik posameznikove identitete. Posameznik je rojen v določeni skupnosti, ki ima svoje etnične značilnosti. Pri tem je etnična identiteta povezana vsaj s štirimi kontinuitetami: bivalno ali teritorialno, biološko oziroma genetično (resničen ali samo umišljen skupni izvor), jezik, politično - ekonomsko oziroma politično organiziranostjo in sklenjenim gospodarskim območjem, pogosto pa tudi s skupno religijo oziroma versko pripadnostjo. Ni nujno, da se pri vseh etničnih skupinah pojavljajo vse navedene kontinuitete. Definicijo etnične identitete sodoločajo razmejitve med etnično skupino, narodom in nacijo. Z etnično identiteto so povezane številne skupinske identitete od plemenske ali klanske do narodne ali nacionalne. Dodatno razsežnost etnične identitete zapleta vprašanje o državljanski pripadnosti. Etnične identitete se človek zave predvsem v okoliščinah, ko je prizadeta kolektivna pripadnost (mednacionalni spori, vojne, idr.). Sodobne opredelitve etnične identitete poudarjajo njeno odvisnosti od širših družbenih in političnih razmer.